# Belciana caerulea
Belciana caerulea là một loài bướm đêm trong họ Noctuidae.